# Commenda di Sant'Eufrosino
La commenda di Sant'Eufrosino è un edificio sacro situato a Volpaia, una frazione di Radda in Chianti.

## Storia
Nel 1443 ser Pietro di ser Lorenzo della Volpaia ottenne dal papa Eugenio IV il permesso di costruire nel castello di Volpaia una cappella da dedicare a Sant'Eufrosino, il cui culto in quegli anni era molto vivo tanto che nello stesso periodo venne rinnovato anche il santuario a lui dedicato, situato nei pressi di Panzano in Chianti. La cappella venne costruita quale segno di riconoscenza nei confronti del pontefice il quale aveva concesso a ser Pietro il permesso di entrare nell'ordine di San Giovanni Gerosolimitano.
La cappella venne annessa ad un preesistente ospedale di proprietà proprio dell'ordine gerosolimitano.
La costruzione della chiesa durò qualche decennio e si concluse dopo il 1460. Poco dopo venne abbellita con la pala d'altare raffigurante la Madonna col Bambino tra i Santi Eufrosino e Giovanni battista, datata 1480, e attribuita a Cosimo Rosselli (attualmente si trova custodita a palazzo Strozzi); tale pala, probabilmente andò a sostituire una precedente trafugata durante il saccheggio che il castello di Volpaia subi nel 1478 ad opera delle truppe di Ferdinando d'Aragona durante la seconda invasione aragonese del Chianti.
Nella prima metà del XVII secolo la chiesa venne restaurata ed adeguata al gusto barocco del tempo. Semiabbandonata nella prima metà del XVIII secolo verso la fine di quel secolo venne nuovamente restaurata e nella seconda metà del XIX secolo venne ripristinato lo stile rinascimentale originario.

## Descrizione

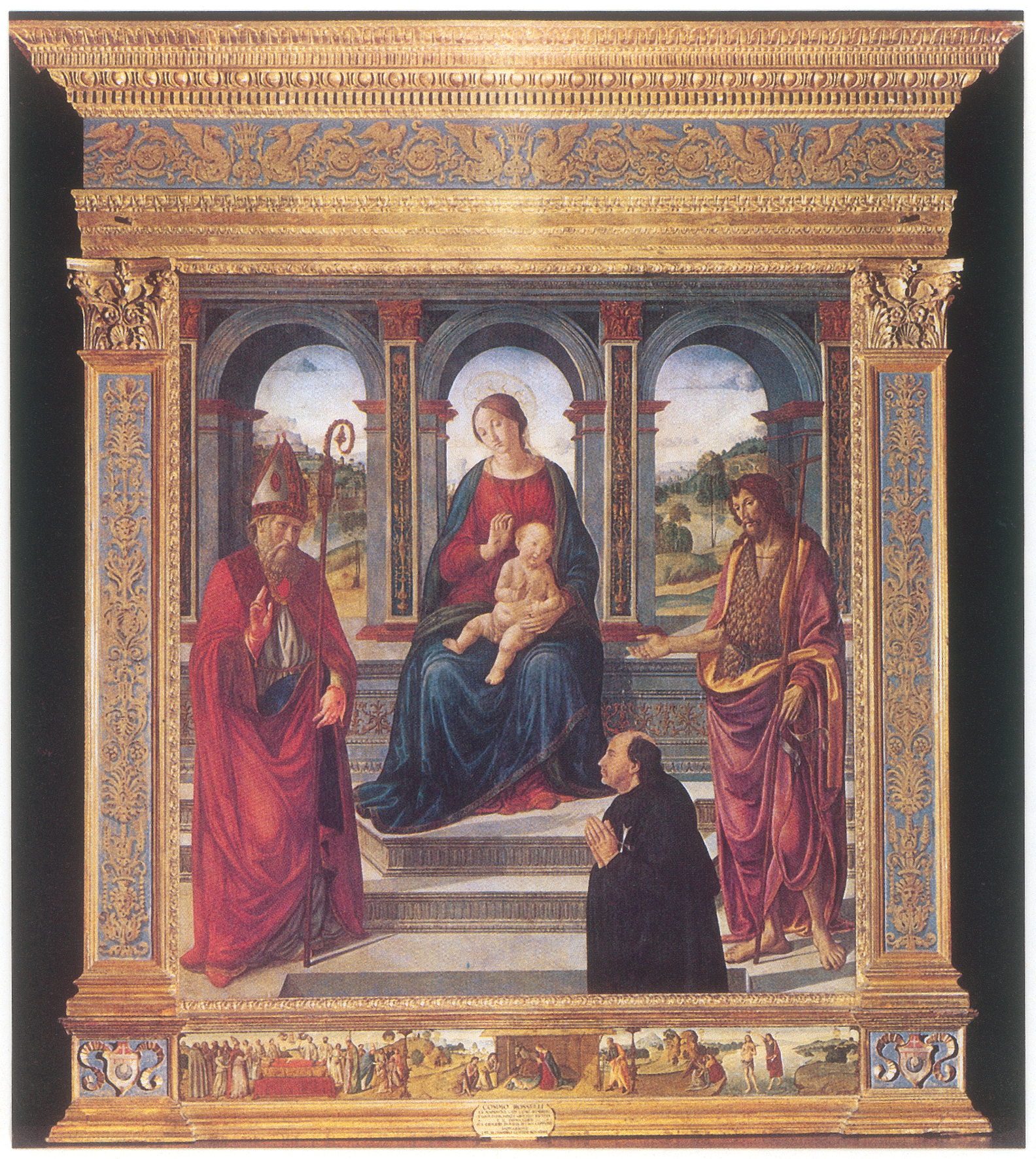
Cosimo Rosselli, Madonna col Bambino tra i Santi Eufrosino e Giovanni battista

La commenda di Sant'Eufrosino è il più importante episodio di architettura rinascimentale del Chianti.
La chiesa sorge isolata su un terreno scosceso situato di fronte all'antica porta del castello e prospetta su una pittoresca piazzetta. L'impianto della chiesa si rifà alle cappelle del primo rinascimento fiorentino, specialmente, alla sacrestia e alla cappella Pucci della Basilica della Santissima Annunziata di Firenze.

### Esterno
La semplice facciata è conclusa da un frontone che richiama quello della chiesa di Santa Maria delle Grazie di Pistoia, realizzato da Michelozzo, ma il timpano a linea spezzata del portale è frutto di un intervento settecentesco. La muratura della facciata è a sasso accapezzato e per questo, probabilmente in origine doveva essere intonacata. L'edificio, nella parte tergale, è notevolmente sviluppato in altezza.
Sulla facciata esterna è sita una lapide del 1906 che letteralmente recita "RICORDO DEGLI SPIRITUALI ESERCIZI DOPO IL RESTAURO DI QUESTA CHIESA 20 MAGGIO 1906"

### Interno
L'impianto è ad aula unica, divisa in due campate quadrate da un arco trasversale e conclusa da una scarsella quadrata, non visibile all'esterno, in quanto è circondata dal volume della sacrestia e da una rampa di scale che portano ad un vano superiore, al quale si accede da due porticine poste simmetricamente a fianco dell'arco. Sia la cappella del coro che le due campate sono coperte con una volta a vela.
L'arredo architettonico è realizzato in pietra serena, con ornamenti scolpiti a lumachelle nell'arco centrale e ghirlande nell'arco della cappella sostenuto da pilastri scanalati e sormontati da capitelli corinzi, con aggiunti dei motivi floreali riscontrabili anche nei peducci d'imposta delle volte.
Le finestre hanno una scorniciatura mossa ma sono di semplice fattura e le due porte, poste ai lati del coro, hanno anch'esse una cornice in pietra serena e sono sormontate da una mensola decorata con un motivo a ovoli.